# 망가미치
망가미치(일본어: まんが道)는 후지코 후지오의 자서전 만화 작품 및 그것을 원작으로 하는 드라마 작품. 저자는 후지코 후지오 Ⓐ. 만화가를 목표로 한 두 소년의 성장기를 그린 장편 청춘 만화이다. 후지코 후지오의 시리즈 중에서는 최장 연재 작품으로 시리즈의 연재는 43년동안 장기간 이어졌지만 2013년에 완결했다.

## 개요
1970년(쇼와 45년)부터 1972년(쇼와 47년)까지 주간 소년 챔피언(아키타 쇼텐)에 연재된 만화 입문 강좌 챔피언 만화가의 4페이지 분량중 2페이지 분량이 망가미치로 게재되었다. 그 후 1977년(쇼와 52년)부터 1982년(쇼와 57년)까지 주간 소년 킹(쇼넨가호샤)에 연재된다. 게재지의 휴간에 따라 미완성인 채로 끝난 후 "후지코 후지오 랜드"(츄오코론샤)의 권말 연재 만화에 인수되었다. 1995년부터 속편의 "사랑... 처음 알게 된 무렵에... 마가 미치오의 청춘"이 빅 코믹 오리지널 증간(쇼가쿠칸)에서 2013년 4월까지 연재되었다.
실화를 축으로 창작을 삽입한 형태(작자가 말하길 "실화 70%, 픽션 30%"라는 것)이며 게재지의 변천에 따라 자전적 성격을 강화하고 있는 것도 지적되었다. 데즈카 오사무를 비롯해 주인공을 둘러싼 당시의 만화가들 대부분이 실명으로 등장하고 출판사와 잡지도 그대로 그려져 있기 때문에 전후 만화 초창기의 소중한 기록도 있다. 또한 이 작품을 읽고 만화가를 목표로 한 사람도 많다고 알려져있다.
또한 작중에는 후지코 후지오가 당시에 그린 여러 작품(서부의 어딘가에서, 해발 육천 쌀의 공포, 있는 일본인 유학생의 로마 소식 등)이 그대로의 형태로 수록되어 있다. 그러나 천사의 타마짱은 당시 게재된 그대로의 형태가 아니라 저자가 연재 시에 재차 다시 그린 것으로 되어 있다.
1986년과 1987년에 NHK 은하 TV 소설 드라마화. 2006년 가을에는 이 드라마가 DVD Vol.1 & Vol.2로 발매되었다.
2014년 제8회 데즈카 오사무 문화상 특별상을 속편을 포함해서 수상했다.

## 줄거리
대장편이며 연대순으로 <아스나로편>, <입지편>, <청운편>, <봄천둥편>, <사랑... 처음 알게 된 무렵에>로 되어 있다. 도야마 현 다카오카 시의 다카오카시립죠즈가초등학교에 전학 온 주인공의 마가 미치오(일본어: 満賀道雄, 후지코 후지오 Ⓐ가 모델)가 사이노 시게루(일본어: 才野茂, 후지코 F. 후지오가 모델)와 만나 만화를 통해 의기를 투합하여 동인지를 내거나 만화 잡지에 합작을 게시하면서 마침내 프로 만화가로 데뷔한다. 그 후 마사이 시게미치(일본어: 満才茂道, 후지코 후지오가 모델)로 활약할 때까지를 그린다.

### 아스나로편
『주간 소년 챔피언』 1970년 8호부터 1972년 30호까지 연재되었다. 원래는 만화 입문 강좌 "찬푠 만화과"의 틀 안에 "망가미치"(일본어: マンガ道)라는 제목으로 연재되었기 때문에 아스나로라는 제목은 나중에 붙여졌다. 이 "아스나로"라는 말은 마지막 프레임에 게재된 이노우에 야스시의 "아스나로 이야기"의 구절에서 채택되고 있다.
두 사람의 만남부터 다카라즈카의 데즈카 오사무 선생님 방문까지를 그린다. 시리즈 중 가장 픽션색이 강하고 반자전적인 분위기이다.

### 입지편 / 청운편
『주간 소년 킹』 1977년 46호부터 1982년 22호까지 연재되었다. 데즈카 선생님 방문부터 마가 미치오 신문사 취업, 마사이 시게미치로 만화가 데뷔, 상경, 도키와 장 이사, 원고 대량 감소 사건, 『만화 소년』 폐간, 미쓰루 사이모 개명까지를 그린다. 쓰여진 시기에 따라 순차적으로 『입지편, 청운편, 청춘편, 분류편, 재생편』이 되고 단행본에서는 입지편을 제외한 4편을 모아 청운편이라고 하고 있다. 주간 소년 킹에 연재되었기 때문에 킹편이라고도 불린다. 아스나로 편의 마지막 장면과 입지편의 처음 장면의 데즈카네 집 방문은 중복되었다. 또한 데즈카네 방문의 이야기는 데즈카 측의 작품에는 등장하지 않는다. 주간 소년 킹의 휴간에 따라 연재가 종료되었다. 그래서인지 권말에는 미완(일본어: 未完)이라고 쓰여 있다.

### 봄천둥편
NHK "은하 TV 소설"의 드라마화를 받아 1986년부터 1988년까지 "후지코 후지오 랜드" №115 ~ №188의 권말에 월1회 페이스로 연재되었다. 전24화. 킹편의 최종회로부터 계속되는 형태로 되어 있으며 스즈키 신이치가 애니메이터가 되기 위해 도키와 장으로 가는 장면까지를 그린다. 도안은 전체적으로 캐릭터의 등신을 내려 둥그스름하게 남아있는 형태를 하고 있으며 마가와 사이노의 얼굴의 카라스구도 없어졌다.

### 사랑... 처음 알게 된 무렵에...
속편으로서 "빅 코믹 오리지널 증간"에 연재된 작품. 단행본에서는 『사랑... 처음 알게 된 무렵에... 마가 미치오의 청춘』이라는 제목으로 표기되어 있다. 약칭은 "사랑..."(愛しり).
소년 잡지에서 청년 잡지로 연재 무대가 바뀐 적도 있고 캐릭터의 풍모가 지금까지의 소년 잡지를 위한 앳된 것에서 나이에 상응하는 청년 등으로 변경되었다. 내용도 마가의 사생활 에피소드가 중심이 되어 사이노의 출번은 크게 줄었다.
제목이 암시하는 바와 같이 청춘 시대의 마가의 연애 상황이 많이 그려져 있으며 밤의 번화가의 묘사가 많은 등 "망가미치" 때보다 독자의 연령은 높아지고 있다. 그러나 연재 종료 직후 "생각보다는 성적 매력이 적었기 때문에 일부러 제목을 바꿀 필요는 없었을지도."라고 말했다. 또한 에피소드의 마지막에서는 마지막 컷의 그림에 따라 각 방면의 문헌이나 시 등에서 인용문이 반드시 들어가서 이야기가 끝난다.
"봄천둥편"에서 계속되고 있지만 마가가 데즈카의 심부름을 하는 장면에서 이미 폐간된 "만화 소년"의 원고를 그리고 있는 등 시계열에 다소 차이가 있기도 하다.
또 도키와 장에서 같은 방에 살고 있던 마가와 사이노가 별도의 방에서 거주하는 설정이고 사이노의 얼굴 묘사가 바뀌어 있고 그때까지 실명으로 등장했다. "모리야스 나오야"인 이름이 "카제모리 야스지"로 변경된다.
단행본에서는 권말 부록으로 작품 중에 등장하는 만화가 잡지 게재시 그대로 복각되어 있거나 후지코 후지오 Ⓐ가 스크랩했던 당시의 자잘한 기록이 수록된다. 2권에서는 『사랑... 처음 알게 된 무렵에...』(일본어: 愛…しりそめし頃に…)의 연재 중 사망한 후지코 F. 후지오에 대해 쓴 "안녕히 친구여"(일본어: さらば友よ)가 수록되어 있다.
2013년 4월 12일 발행의 "빅 코믹 오리지널 증간" 2013년 5월호에서 완결했다. "사랑... 처음 알게 된 무렵에..."의 완결을 갖고 "아스나로편"부터 통산하여 43년의 역사에 막을 내렸다.

### 망가미치 스페셜
봄천둥편 시작 직전에 쇼가쿠칸 『월간 코로코로 코믹』 창간 101호 기념으로 1986년 9월호 단편에 게재되었다. 그 후 오랫동안 양의 눈을 볼 수 없었지만 2007년 12월 발행의 『열혈! 코로코로 전설』 VOL.5(ISBN 978-4-09-106346-5)에 수록되었다. 스페셜 신작 「망가미치 30년」을 병록.

## 단행본

### 현재 절판된 것
- "만화가수행 망가미치" (아키타 서점) 전1권 - 신입문백과 시리즈의 1권. "아스나로편"을 수록.
- "망가미치" 히트 코믹스 (쇼넨가호샤) 전19권 - "입지편"과 "청운편"을 수록
- "망가미치" 후지코 후지오 랜드 (츄오코론샤) 전23권 - "아스나로편", "입지편", "청운편"을 수록.
- "애장판 망가미치" (츄오코론샤) 전4권 - "입지편", "청운편", "아스나로편"을 수록. 후지코 후지오 랜드와 수록 순서가 다르다.
- "제2부 망가미치" 후지코 후지오 랜드 스페셜 (츄오코론샤) 전2권 - "봄천둥편"을 수록.

### 현재 구할 수 있는 것
- "망가미치" 츄코분코 (츄코론신샤) 전14권 - "아스나로편", "입지편", "청운편", "봄천둥편"을 수록. 그러나 "아스나로편"의 종반("입지편"과의 중복 부분)은 생략되어 있다.
- "사랑... 처음 알게 된 무렵에... 마가 미치오의 청춘" 빅 코믹스 스페셜 (쇼가쿠칸) 전12권 - 권말에는 당시 만화의 복각이나 자료 등이 수록되어 있다.
- "망가미치" 후지코 후지오 Ⓐ 랜드 (부킹) 전23권 - "아스나로편", "입지편", "청운편"을 수록.
- "열혈! 코로코로 전설" Vol.5 (쇼가쿠칸) - "망가미치 스페셜"을 수록.
- "망가미치" GAMANGA BOOKS (쇼가쿠칸 크리에이티브) 전10권 - "아스나로편", "입지편", "청운편", "봄천둥편"을 수록. 사륙판. 또한 컬러 페이지를 최초 수록. 각 권에는 팬이 있는 만화가와 유명인과의 인터뷰가 수록되어 있다.

## 드라마

### 은하 TV 소설 · 망가미치
1986년 11월 17일부터 12월 5일까지 NHK 종합 "은하 TV 소설" 범위에서 방영되었다. 총 15부작이다.
다카오카에서의 학생 시절부터 만화가 데뷔, 다테야마 신문사 시대를 거쳐 상경할 때까지를 드라마화한 것. 기본적으로 원작에 충실한 작품이지만 주인공 2명의 이미지가 바뀌기 때문에 주역으로 키가 큰 마가를 다케모토 다카유키, 안경으로 키가 작은 사이노를 나가에 겐지가 연기하였다.
2006년 9월 22일 "망가미치 Vol.1"로서 제네온 엔터테인먼트에서 2장의 DVD 발매되었다(정가 9,795엔).

#### 스태프
- 원작 - 후지코 후지오 (Ⓐ와 F의 콤비 해소 이전 작품인 것을 고려함)
- 각본 - 후세 히로이치
- 음악 - 호리이 가쓰미

#### 배우
- 마가 미치오 - 다케모토 다카유키
- 사이노 시게루 - 나가에 겐지
- 마가 키미에 - 후지 마나미
- 사이노 다미코 - 아마치 후사코
- 마가 테쓰로 - 이소자키 요스케
- 아비코 모토오 소년 - 와다 유키
- 후지모토 히로시 소년 - 호리 하루요시

다테야마 신문사
- 코코 학예 부장 - 가니에 게이조
- 아사다 지로 - 오구라 이치로
- 니시모리 미쓰오 (원작에서는 헨키) - 잇세 오가타
- 히카미 켄이치 (원작에서는 타쓰오) - 사카이 도시야
- 타케바 요시코 - 고다이 마유미
- 나베야 샤쵸 (미치오의 삼촌) - 쿠메 아키라
- 업무 국장 - 쓰가모토 노부오
- 편집 국장 - 가와쿠보 쿄시
- 사회부 데스크 - 이토우 다카시
- 사회 부원 - 이마데 히로시
- 사회 부원 - 하야미 료
- 사회 부원 - 아사 히카리
- 사회 부원 - 세키 하나부사
- 사회 부원 - 나카바야시 요시아키
- 접수 - 하시모토 쿠미
- 회계 부원 - 하나 유코
- 카메라맨 - 미나미 에이지
- 무라 유키코 - 나카무라 아케미
- 무라 슈이치 - 후쿠하라 마나부
- 할머니 - 고바야시 테루
- 사이고 다이스케 - 사토 가지로

다카오카시
- 아오키 겐스케 - 타마가와 료이치
- 가와시마 가즈오 - 카가와 아키라
- 키리노 료코 - 아이자 도모코
- 쓰루노유 슈진 - 사토키 사부로우
- 자이쓰 도미조 - 이누즈가 히로시
- 분엔도 서점의 주인 - 사쿠라이 센리
- 우체국 직원 - 후세기 마사유키
- 대학생 - 세키 토시히코
- 여대생 - 사쿠마 레이

도쿄
- 데즈카 오사무 - 에모리 도오루
- 오오쿠 기자 - 케시 다카미네
- 여성자원 - 카토 마사코
- 만화가 카와하라 - 기타즈메 유우키
- 후지노 기자 - 즈시 다카오
- 스즈키 기자 - 미나 슈우
- 테라다 히로오 - 와타나베 칸지
- 노숙자 - 오이카와 히로오
- 순사 - 후지카 케이지
- 수위 - 칸다 미사오

#### 주제가
- 다케모토 다카유키 『HOLD YOUR LAST CHANCE』 - 나가부치 쓰요시의 곡을 커버.

### 은하 TV 소설 · 망가미치 청춘편
1987년 7월 27일부터 8월 14일까지 전작에 이어 은하 TV 소설 범위에서 방송했다. 총 15부작이다.
전작의 속편이며 일부를 제외하고 주요 캐스트에 변경은 없다. 상경부터 새로운 만화당 결성, 도키와 장 이사, 원고 대량 감소 사건, 재기까지를 드라마화하였다. 저자인 아비코 모토오가 2명을 격려하는 술집의 손님으로 출연한 것이 화제가 되었다. 또한 이시노모리 쇼타로 역은 친아들인 배우 오노데라 죠가 맡았다.
2006년 10월 25일 "망가미치 Vol.2 청춘편"으로서 제네온 엔터테인먼트에서 2개의 DVD가 발매되었다(정가 9,795엔).

#### 스태프
- 원작 - 후지코 후지오
- 각본 - 후세 히로이치
- 음악 - 호리이 가쓰미
- 미술 - 가나자와 조타로
- 촬영 - 요시노 테르히사
- 조명 - 신도 토우시
- 연출 - 모리히라 히토

#### 배우
- 마가 미치오 - 다케모토 다카유키
- 사이노 시게루 - 나가에 겐지
- 테라다 히로오 - 가와시마 에이고
- 이시노모리 쇼타로 - 오노데라 죠
- 아카쓰카 후지오 - 마쓰다 요우지
- 데즈카 오사무 - 에모리 토오루
- 나가타 다케마루 - 니시야마 고우지
- 쓰노다 지로 - 스마 가즈야
- 모리야스 나오야 - 모리카와 쇼우타
- 스즈키 신이치 - 아라이 쓰네히로
- 사사키 시로 - 다나리 류조
- 타치바라 미쓰나리 - 모리타 고헤이
- 다카다 게이조 (시마다 게이조) - 마쓰무라 히코지로
- 마가의 엄마 - 후지 마나미
- 사이노의 엄마 - 아마치 후사코
- 스가 다이사쿠 - 이토 시로
- 스가 테루에 - 스이젠지 쿄코
- 스가 사치코 - 요시무라 나미코 (현 : 요시무라 나미)
- 스가 타쓰오 - 오카다 니산
- 코코 부장 - 가니에 게이조
- 오오쿠 기자 - 케시 다카미네
- 히가시야마 기자 - 아카쓰카 마코토
- 고무라 기자 - 노무라 마미
- 이토 기자 - 키타무라 소이치로
- 사토 기자 - 다카다 쥰지
- 키타 기자 - 가토우 센파쿠
- 나카가미 기자 - 단타 야스노리
- 니시나 기자 - 오오스기 렌
- 마사키 기자 - 구리타 간이치
- 오쓰보 기자 - 카가야 쥰이치
- 타니 기자 - 구마모토 요시나리
- 다카야마 기자 - 치가 카오리
- 카미야마 기자 - 요시자와 겐
- 타네무라 기자 - 도키모토 가즈야
- 편집인 - 기모쓰기 가네타
- 고다 세쓰코 - 다카기 미호
- 고다 마유미 - 모리타가 치사토
- 나카무라 요시에 - 스즈키 호나미
- 타나베 킨이치 - 요시 이구조
- 무토 - 가토 겐소우
- 마쓰키 요코 (고다 마유미의 친구) - 나카무라 마코
- 쓰가와 아즈미 (고다 마유미의 친구) - 사이토 아쓰코
- 여관의 여주인 - 하세가와 마치코
- 마쓰다 가즈요 (20호실 거주자 역) - 오토나시 마키코
- 바지락 판매자 - 사이가와 가즈오
- 타이 쇼오쿠 - 고자쿠라 쿄코
- 도키와 장 주인 - 노가다 히로시
- 우편 집배원 - 오모리 이치
- 배송인 - 쿠로카와 이쓰로
- 라멘 가게 "마쓰바" 주인 - 쿠보 아키라
- 라멘 가게 "마쓰바" 바이트 딸 - 쿠마가이 나미
- 취객 - 아비코 모토오 (후지코 후지오 Ⓐ)

#### 주제가
- 다케모토 다카유키 『HOLD YOUR LAST CHANCE』 - 전작과 달리 2절 가사가 흘렀다.

## 같이 보기
- 도키와 장
- 테즈카 오사무
- 이시노모리 쇼타로